# Березвеччя

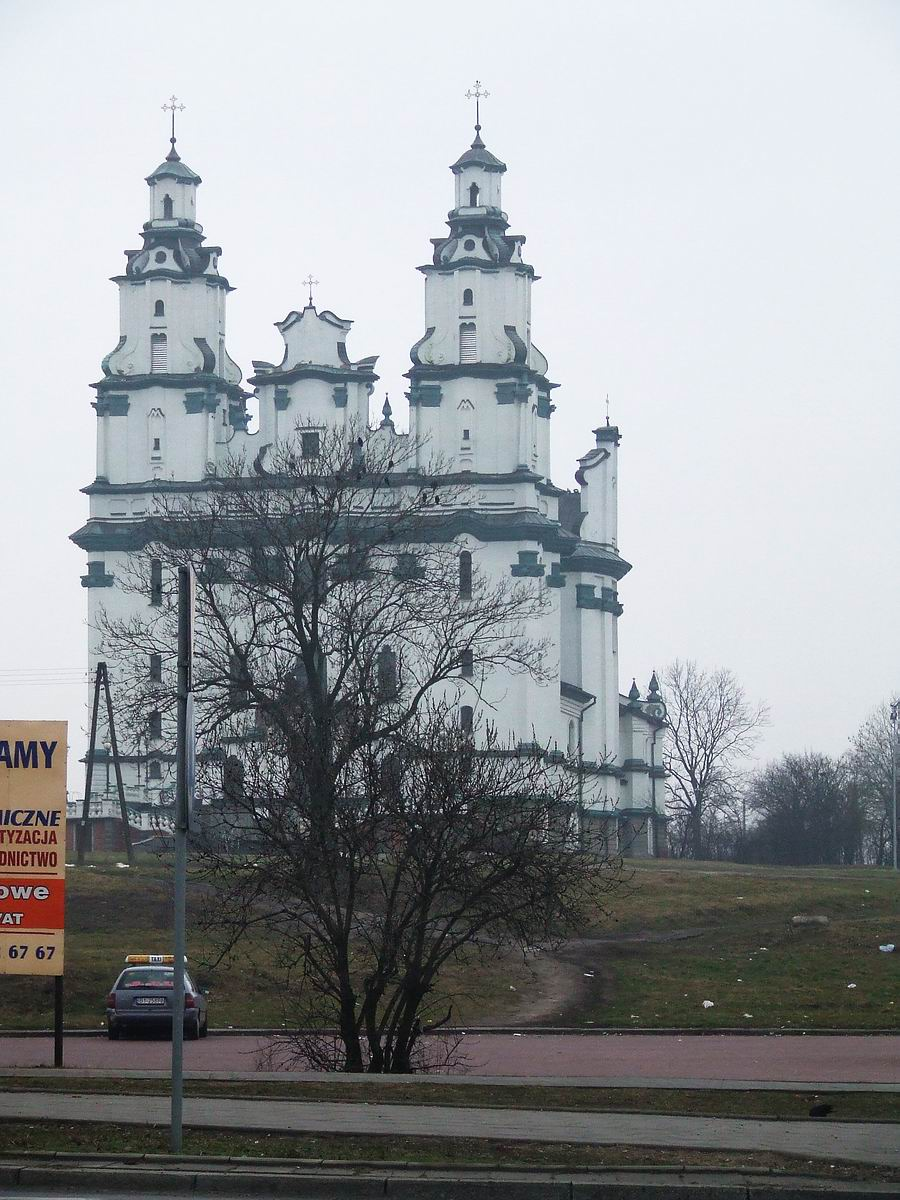
Костел Воскресіння Господнього в Білостоці, частково створений за зразком костелу в Березвеччі

Березвеччя (біл. Беразьве́чча) — північно-східна частина міста Глибоке у Вітебській області Білорусі. Перед Другою світовою війною село в Польщі у тодішньому Гленбоцькому повіті колишнього Віленського воєводства. Березвеччя було основним гарнізоном батальйону КОП «Березвець». Розташоване між озерами Велике, Плужне та Мушкацьке.
У приміщенні колишнього василіанського монастиря розташована одна з найбільших в окрузі в'язниць суворого режиму.

## Історія
У 1637 р. Юзеф Корсак Ґленбоцький, воєвода і староста мсціславський, заснував василіянський монастир на місці колишнього православного монастиря. У 1756–1767 роках на місці дерев’яного монастиря за проектом Й. К. Глаубіца було зведено мурований костел і монастирський комплекс у стилі бароко. Монастир і церква були зведені на північному березі Великого озера. При монастирі діяла шестикласна школа. Після розпуску василіян православні заволоділи монастирем і церквою в 1839 році. За часів ІІ Речі Посполитої святиня була католицьким костелом, а в колишньому монастирі знаходився Корпус охорони кордону. У цей період в селі було збудовано два будинки в закопанському стилі.
За переписом 1921 року тут проживало 84 особи: 38 римо-католиків, 37 православних, 9 євреїв. При цьому 74 жителі задекларували польську національність, 9 євреїв і 1 росіянин. Було 19 житлових будинків . У 1931 році в 11 будинках проживало 369 осіб .
Вірні належали до римо-католицької парафії в Гленбоках і православної парафії в Голубічах. Місто підлягало окружному суду в Гленбоком і окружному суду у Вільнюсі; відповідне поштове відділення знаходилось у с Підсвітло .
Після радянської агресії проти Польщі Червона Армія 18 вересня 1939 року захопила Березвеччя. Будівлю колишнього монастиря НКВД перетворило на слідчу тюрму. У червні 1941 року, після початку німецько-радянської війни, НКВС знищило політичних в’язнів у Березвеччі.
Після Другої світової війни село опинилося у складі БРСР .
У 1949 році польське військове кладовище вояків 19-го Волинського кавалерійського полку, жертв польсько-більшовицької війни, було зруйновано, а на його місці збудовано житлові будинки для працівників колонії  . Уцілілі фрагменти надгробків були використані для створення лапідарію, розташованого поблизу поховань польських вояків на кладовищі «Копцівка» . У 1970 році Василіянську церкву, яка є унікальною пам'яткою віленського бароко, було зруйновано. З 1991 року Березвеччя належить до Республіки Білорусь. Будівля колишнього монастиря досі використовується як в'язниця.
З вересня 2004 року діє жіночий православний монастир св. Архангела Михаїла  .

## Місце мучеництва

### Російська окупація
Після вторгнення Третього Рейху в СРСР НКВД взялося за ліквідацію в'язниці (див. Розстріли в'язниць НКВС 1941). Кілька сотень людей було ліквідовано в монастирі, а решту кілька тисяч в'язнів повели в похідній колоні (по дванадцять осіб у шерензі, довжина колони близько 1500 м) у напрямку Полоцьк - Вітебськ. Після того як Червона Армія залишила Березвеччя, жителі села дійшли до тюрми. За монастирем у порожніх ямах лежали понівечені тіла. Після розбивання свіжої стіни тіла стіни висипалися в монастир. Похідна колона в'язнів (без їжі та пиття) залишала тіла на «шляху смерті». В’язнів ліквідували за Двіною біля колгоспу Такліново (нині село Миколаєво, біля Улли) 25 (26) червня 1941 року. Після нальоту німецького літака колону полонених на дорозі обстріляли з кулеметів.
Крім того, у Березвеччі радянська влада знищила понад 4700 місцевих жителів.

### Німецька окупація
З вересня 1941 року монастир використовувався німцями. Це було місце страти: росіян, білорусів, поляків, євреїв, італійців та представників інших національностей. В’язні тортуровано в монастирі та в лісі Борек, розташованому на західному березі озера Велике. У лісі розташоване доглянуте кладовище. Ліворуч від входу - на кам’яній плиті напис білоруською мовою – «Тут поховані тіла понад 27 тисяч військовополонених табору смерті Березвець і близько 200 італійських солдатів, розстріляних німецько-фашистськими поділниками в 1941–1944 рр». На головній алеї встановлено 27 каменів – кожен із них символізує тисячу вбитих.
У лісі, біля пам’ятника жертвам ліквідації гетто в Глибокому, у 2002 році зусиллями Ради охорони пам’яті боротьби і мучеництва встановлено пам’ятник на честь розстріляних тут поляків. Вони були розстріляні 4 березня 1942 року і беатифіковані Папою Йоаном Павлом II 13 червня 1999 року:
- О. Мечислав Богаткевич
- О. Владислав Мацьков'як
- О. Станіслав Пиртек

Розстріляні 4 липня 1942 р.:
- члени Армії Крайової
- О. Болеслав Мацеєвський (1897-1942), парох парафії Непорочного Зачаття Пресвятої Діви Марії та св. Антонія Падевського в Поставах ,
- О. Ромуальд Дроніч (1897-1942), парох парафії св. Івана Хрестителя у Волколаті,
- О. Адам Масюланіс (1911 - 1942), парох парафії св. Михаїла Архангела в Лужках,
- О. д-р Антоній Скорко (1888-1942), парох парафії св. Михаїла Архангела у Воропаєво,
- о. Владислав Вєчорек (1903-1942), салезіянин з парафії Імені Марії в Параф'янові[9].

За оцінками істориків, на кладовищі поховано близько 30 тисяч євреїв, у тому числі жертв НКВД у 1939–1941 та після 1944 років.

Галерея
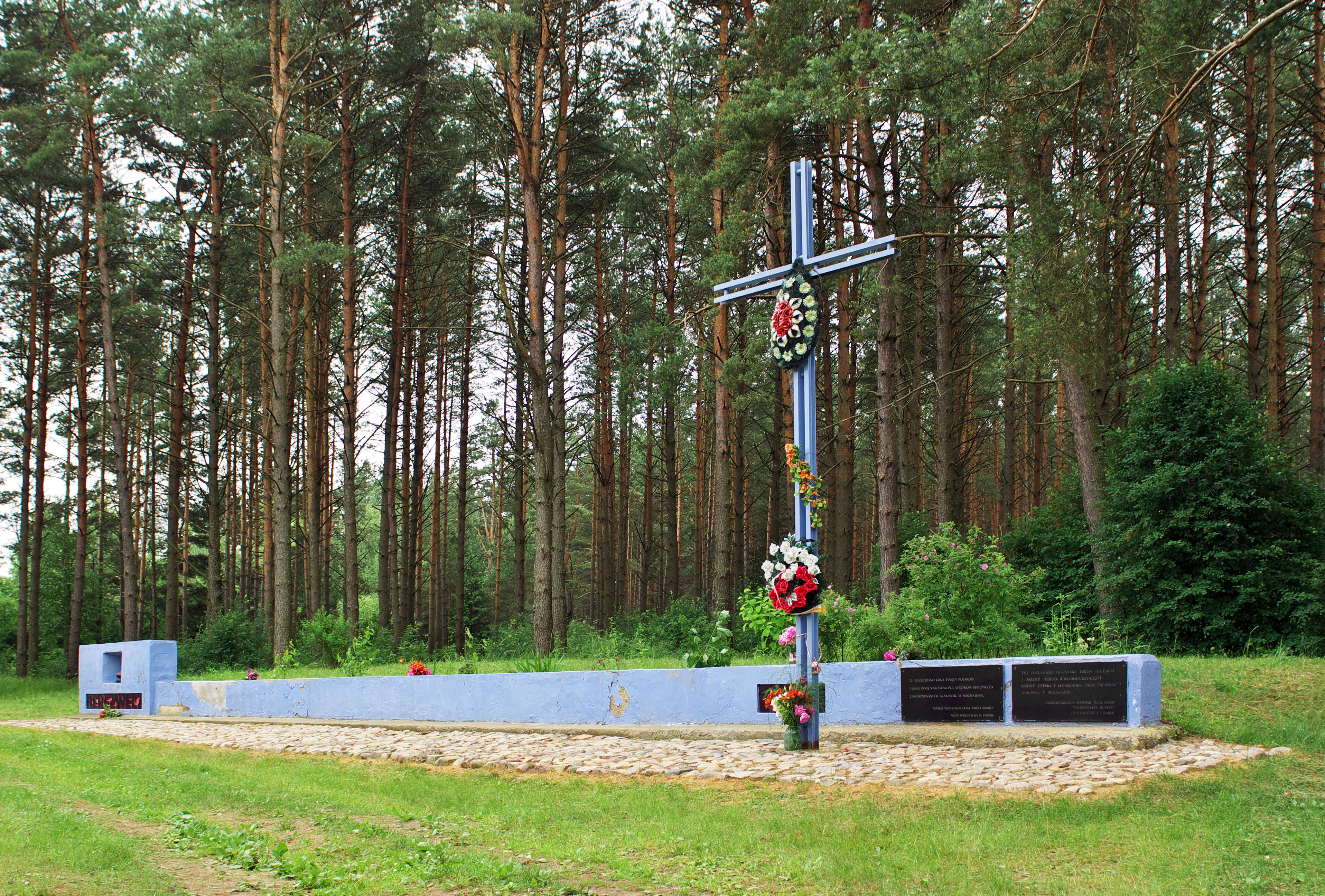
Пам'ятник на місці розстрілу колони в'язнів тюрми в Березвеччі біля села Миколаєво
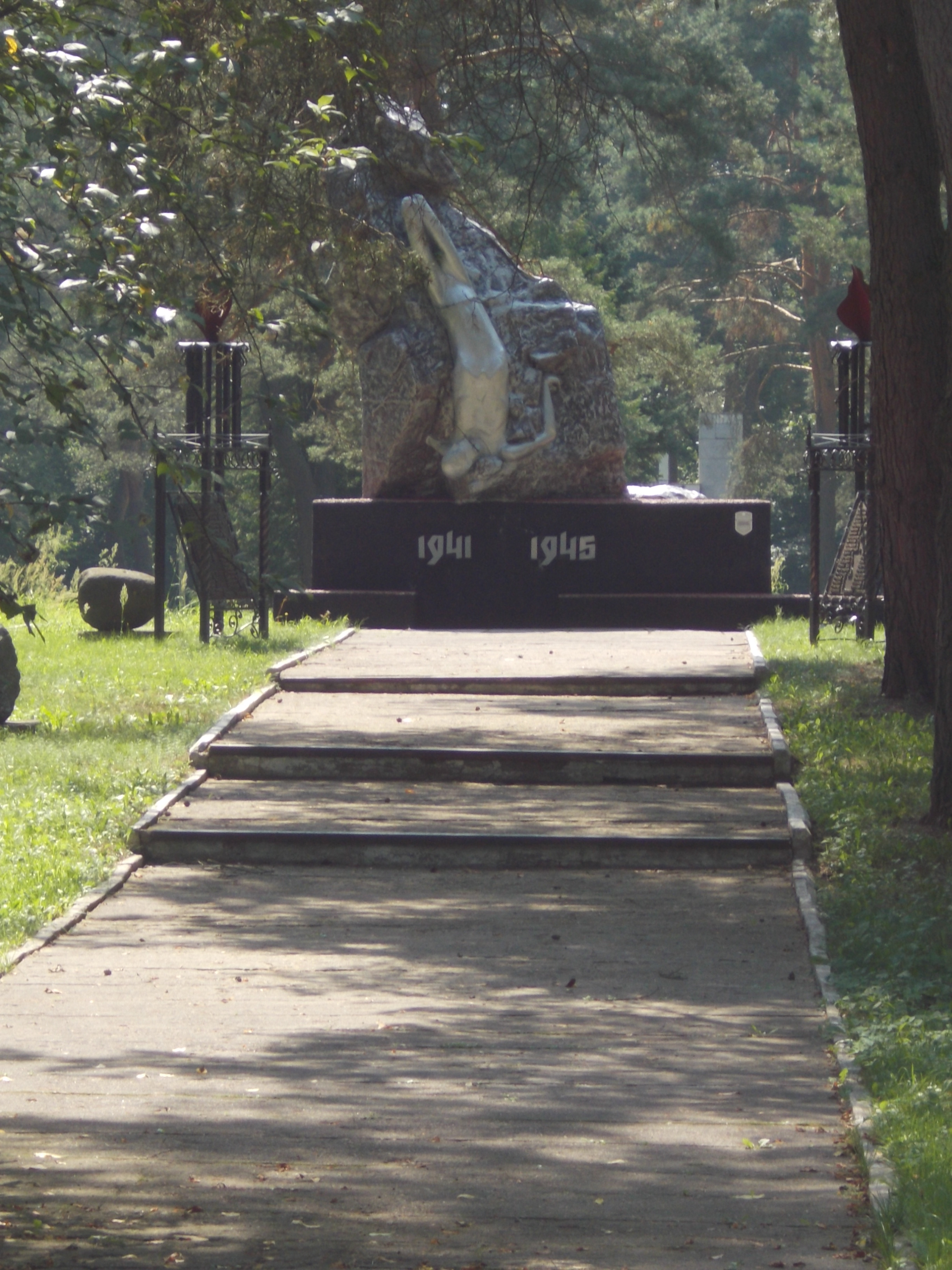
Пам'ятник на могилі понад 27 тисяч військовополонених табору смерті Бережевець та близько 200 італійських солдатів
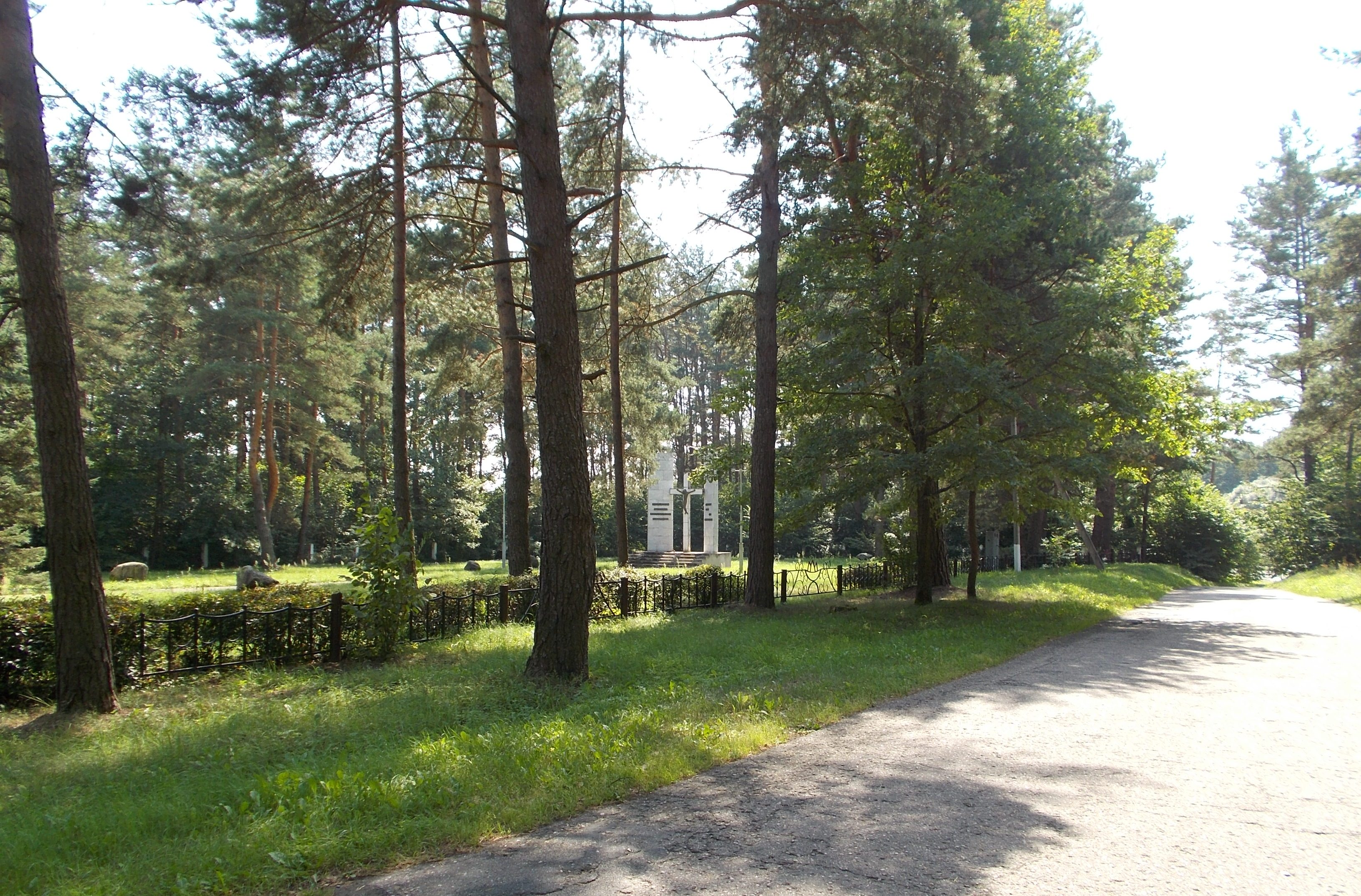
Пам'ятник тисячам жертв сталінського та нацистського режимів, розстріляних у монастирі в Березвечі
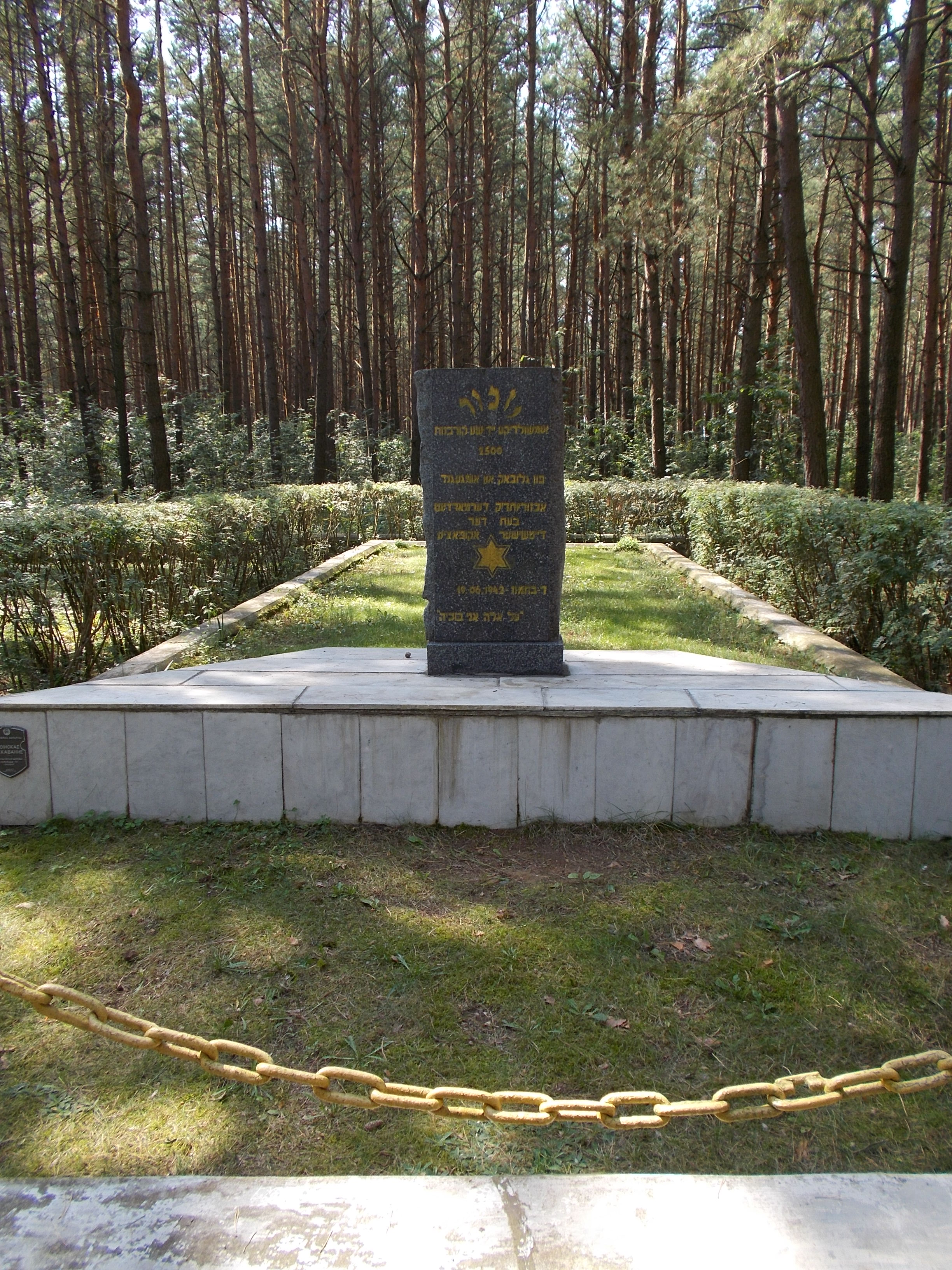
Братська могила в пам'ять про 2500 євреїв з Гленбокого та його околиць
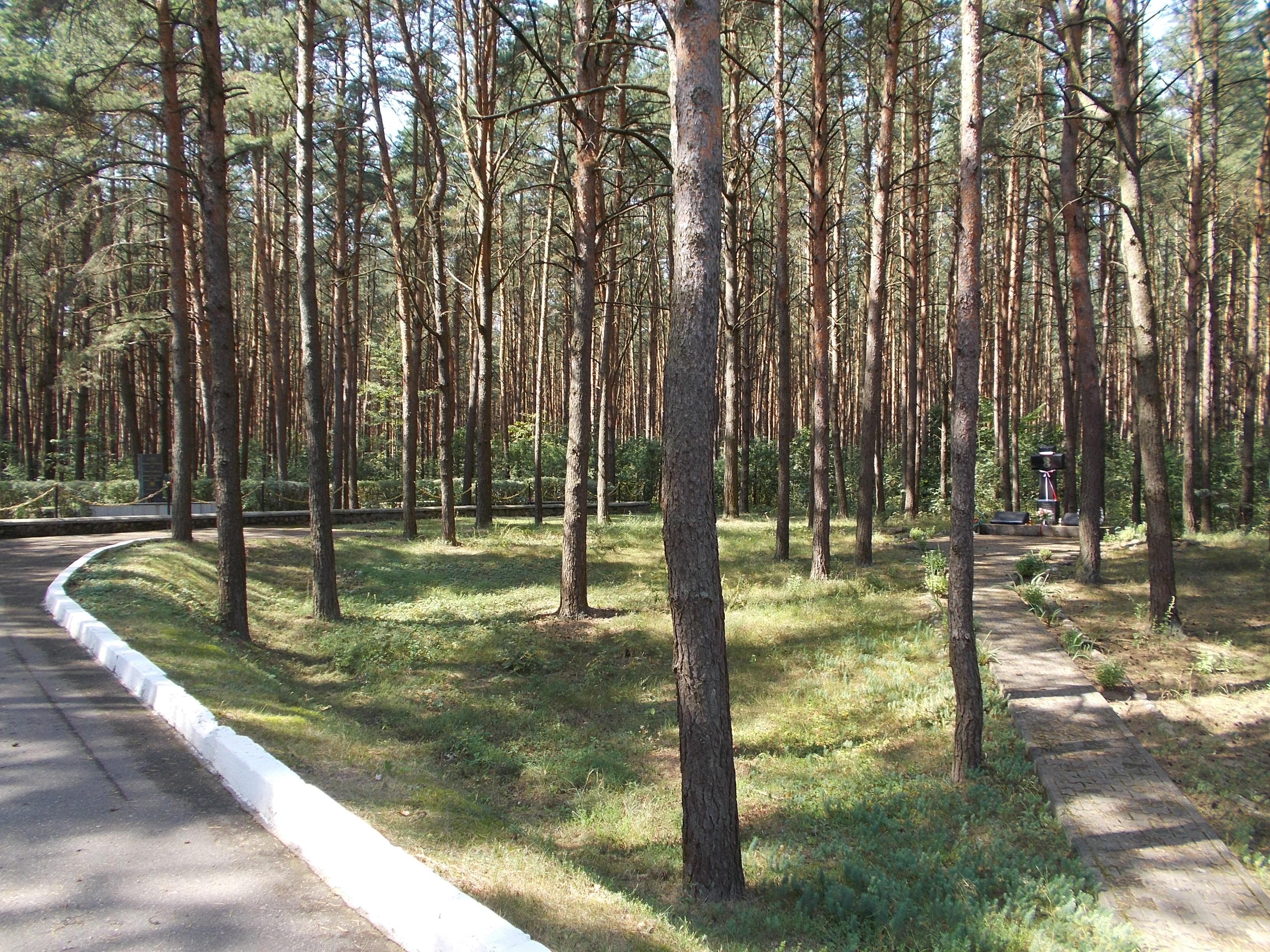
Праворуч могила поляків, жертв німців у 1942 році

- Докладніше: Церква і монастир у Березвеччі